# Seznam madžarskih pesnikov
Seznam madžarskih pesnikov.

## A
- Károly Ács
- Endre Ady
- László Amade
- János Arany
- Erika Áts

## B
- Mihály Babits
- Bálint Balassi
- Sándor Barta
- János Batsányi
- Dániel Berzsenyi
- György Bessenyei
- Berta Boncza

## C
- Gyula Cseszneky
- Mihály Csokonai Vitéz
- Sándor Csoóri (1930–2016)

## D
- János Dénes Orbán
- Ákos Dutka (1881-1972)

## E
- József Erdélyi (1896-1978)
- István Eörsi

## F
- Zoltán Fábry
- Ferenc Faludi
- Ferenc Fehér (1928-89) (Vojvodina/Srbija) (pesnik in dramatik)
- Milán Füst

## G
- József Gaál
- Bethlen Gabor
- István Géher
- István Gyöngyösi
- Tibor Gyurkovics (1931–2008)

## J
- Janus Pannonius (madž.-hrv. latinist)
- Mór Jókai
- Attila József
- Ferenc Juhász
- Gyula Juhász

## K
- Margit Kaffka (1880–1918)
- Sándor Kányádi (Transilvanija)
- Orsolya Karafiáth
- Lajos Kassák
- József Katona
- Dezső Keresztury (1904–1996)
- Károly Kisfaludy
- József Kiss
- Ferenc Kölcsey
- Ádám Kosztolányi
- Endre Kukorelly

## L
- János Lackfi
- Katalin Ladik
- Sarolta Lányi
- István Laták
- László Lator
- Ana Lesznai
- Sándor Lezsák
- István Lukács

## M
- Imre Madách
- Emil Makai
- Sándor Márai

## N
- Ágnes Nemes Nagy
- Lajos Parti Nagy
- László Nagy

## P
- Lajos Parti Nagy
- Jenő Pártos
- Sándor Petőfi
- János Pilinszky

## R
- Miklós Radnóti
- Sándor Reményik
- Miklós Révai

## S
- László Sajó
- Henriett Seth-F.
- László L. Simon (1972)
- Anna Szabó T.
- Lőrinc Szabó (1900-1957)
- Ernő Szép
- Ákos Szilágyi (1950)
- Géza Szőcs (1953) (iz Transilvanije)

## T
- Zsuzsa Takács
- Gyula Takáts
- Ilona Tanner
- Kálmán Thaly
- Sebestyén "Lantos" Tinódi
- Ottó Tolnai
- Árpád Tóth
- Kinga Tóth
- Krisztina Tóth

## V
- János Vajda
- Zseni Várnai
- Dániel Varró
- István Vörös
- Mihály Vörösmarty

## W
- Sándor Weöres

## Z
- Zoltán Zelk
- Avgust Zichy
- Péter Zilahy